# 西斯内罗斯
西斯内罗斯，是西班牙卡斯蒂利亚-莱昂帕伦西亚省的一个市镇。 总面积63平方公里，总人口581人（2001年），人口密度9人/平方公里。